# Lars Riedel
Lars Peter Riedel (Zwickau, 28 giugno 1967) è un ex discobolo tedesco, campione olimpico di specialità nel 1996 e cinque volte campione mondiale.

## Palmarès
| Anno | Manifestazione    | Sede      | Evento           | Risultato | Misura  | Note                  |
| ---- | ----------------- | --------- | ---------------- | --------- | ------- | --------------------- |
| 1986 | Mondiali juniores | Atene     | Lancio del disco | 4º        | 58,16 m |                       |
| 1991 | Mondiali          | Tokyo     | Lancio del disco | Oro       | 66,20 m |                       |
| 1993 | Mondiali          | Stoccarda | Lancio del disco | Oro       | 67,72 m |                       |
| 1995 | Mondiali          | Göteborg  | Lancio del disco | Oro       | 68,76 m |                       |
| 1996 | Olimpiadi         | Atlanta   | Lancio del disco | Oro       | 69,40 m | Record olimpico       |
| 1997 | Mondiali          | Atene     | Lancio del disco | Oro       | 68,54 m |                       |
| 1998 | Europei           | Budapest  | Lancio del disco | Oro       | 67,07 m |                       |
| 1999 | Mondiali          | Siviglia  | Lancio del disco | Bronzo    | 68,09 m |                       |
| 2000 | Olimpiadi         | Sydney    | Lancio del disco | Argento   | 68,50 m |                       |
| 2001 | Mondiali          | Edmonton  | Lancio del disco | Oro       | 69,72 m | Record dei campionati |
| 2003 | Mondiali          | Parigi    | Lancio del disco | 4º        | 66,28 m |                       |
| 2004 | Olimpiadi         | Atene     | Lancio del disco | 7º        | 62,80 m | [ 1 ]                 |
| 2005 | Mondiali          | Helsinki  | Lancio del disco | 9º        | 63,05 m |                       |
| 2006 | Europei           | Göteborg  | Lancio del disco | 8º        | 64,11 m |                       |

## Campionati nazionali
Lars Riedel in carriera ha vinto 11 titoli nazionali tedeschi nel lancio del disco: 1992/1998, 2000/2001, 2003, 2006.

## Altre competizioni internazionali
1995
- Coppa Europa di atletica leggera ( Villeneuve d'Ascq)

## Riconoscimenti
- Vince il premio Rudolf-Harbig-Gedächtnispreis dell'anno 2003.